# Людвіг I Гессенський
Людвіг I, великий герцог Гессенський (нім. Ludwig I. von Hessen-Darmstadt; 14 червня 1753, Пренцлау — 6 квітня 1830, Дармштадт) — ландграф Гессен-Дармштадтський (під ім'ям Людвіг X), згодом перший великий герцог Гессенський.

## Біографія
Людвіг був старшим сином і спадкоємцем Людвіга IX, ландграфа Гессен-Дармштадтського. Після весілля сестри Вільгельміни і російського цесаревича Павла в 1773 році на деякий час залишився в Російській імперії і взяв участь у кампанії 1774 року російсько-турецької війни в чині генерала. 
У 1776 році він був заручений з Софією Доротеєю Вюртемберзькою, старшою донькою Фрідріха II Євгенія, герцога Вюртемберзького. Заручини були розірвані, для того щоб Софія Доротея могла вступити в шлюб з нещодавно овдовілим шурином Людвіга, цесаревичем Павлом Петровичем, сином і спадкоємцем імператриці Росії Катерини II «Великої». Людвіг отримав грошову компенсацію, коли угоду було порушено.
19 лютого 1777 року, Людвіг одружився зі своєю кузиною Луїзою Гессен-Дармштадтською, дочкою принца Георга Вільгельма Гессен-Дармштадтського.
У 1790 році він став правителем Гессен-Дармштадту. Він претендував на значне збільшення території Гессен-Дармштадт у імперської реорганізації 1801—1803 років, насамперед за рахунок князівства Вестфалії, що до того часу належало архієпископу Кельнському.
Ставши союзником Наполеона, Людвіг в 1806 році  отримав титул великого герцога Гессенського і вступив у Рейнський союз, що призвело до розпаду імперії. На Віденському конгресі в 1814—1815 років Людвігу довелося відмовитися від його вестфальских територій, проте це компенсувалося районом Рейну, зі столицею Майнц на лівому березі Рейну. У зв'язку з цим, він змінив свій титул на «великий герцог Гессенський і Прирейнський» (нім. Großherzog von Hessen und bei Rhein). 1828 року уклав з Пруссією митний союз, що став подальшою основою Німецького митного союзу.

## Родина
Дружина — Луїза Гессен-Дармштадтська (1761—1829)
Діти:
- Людвіг (1777—1848) — великий герцог, одружений з принцесою Вільгельміною Баденською
- Луїза Кароліна (1779—1811) — одружена з принцом Людвігом Ангальт-Кетенським, мали дітей.
- Георг (1780—1856) — морганатичний шлюб з Кароліною Терек Сендре
- Фрідріх (1788—1867)
- Еміль (1790—1856) — політик та воєначальник
- Густав (1791—1806)